# Longzhouacris nankunshanensis
Longzhouacris nankunshanensis är en insektsart som beskrevs av Liang 1985. Longzhouacris nankunshanensis ingår i släktet Longzhouacris och familjen gräshoppor. Inga underarter finns listade i Catalogue of Life.